# Лодевейк II (Фландрия)
Лодевейк II, Лудвиг (Луи) II от Фландрия или Лудвиг от Мале (на френски: Louis de Male, на немски: Ludwig II, Ludwig von Male; * 25 октомври 1330, Мале (Белгия); † 30 януари 1384, Лил) от род Дом Дампиер, е граф на Фландрия и като Лудвиг III граф на Невер и Ретел (1346 – 1384), граф на Артоа и пфалцграф на Бургундия като Лудвиг I (1382 – 1384).

## Произход и наследство
Той е син на граф Лудвиг I (1304 – 1346) и Маргарита I Артоа-Бургундска(1312 – 1382), дъщеря на френския крал Филип V и Жана Бургундска.
След смъртта на баща му в Битката при Креси през 1346 г. той наследява графствата Фландрия, Невер и Ретел. През 1382 г. умира майка му и му оставя Графство Артоа и Свободното графство Бургундия.

## Семейство и деца
Лудвиг II се жени през 1347 г. за Маргарета Брабантска (1323 – 1368), дъщеря на херцог Йохан III от Брабант от род Регинариди. Двамата имат само една дъщеря-наследничка:
- Маргарета III (1350 – 1405); първи брак: на 14 май 1357 г. на седем години за херцог Филип I от Бургундия; втори брак: на 1369 г. за Филип II Смели (1342 – 1404), херцог на Бургундия, четвърти син на френския крал Жан II Добрия от династията Валоа.

Той има и няколко извънбрачни синове, от които през 1396 г. трима са убити в Битката при Никопол.